# Hoàng Mai, Hà Nội
Hoàng Mai là một phường thuộc thành phố Hà Nội, Việt Nam. 
Phường được hình thành trên cơ sở sáp nhập một phần diện tích tự nhiên, quy mô dân số của các phường Giáp Bát, Hoàng Liệt, Hoàng Văn Thụ, Lĩnh Nam, Tân Mai, Thịnh Liệt, Tương Mai, Trần Phú, Vĩnh Hưng và Yên Sở thuộc quận Hoàng Mai cũ của Hà Nội, trong đợt Sáp nhập tỉnh, thành Việt Nam 2025.

## Lịch sử
Vùng đất Cổ Mai–bao gồm hai làng Hoàng Mai và Tương Mai–được xem một trong những khu vực cổ xưa nhất của Hà Nội, với dấu vết sinh sống từ khoảng 2000–1000 năm trước Công nguyên. Trong đó, một số công cụ như rìu đá, vòng đá đã được khai quật trong khu mộ táng ở bờ sông Kim Ngưu và mộ thời Đông Hán tại gò Mã Vẽ. Theo báo Tuổi trẻ và Pháp luật, việc chọn tên Hoàng Mai cho phường mới nhằm tôn vinh di sản văn hóa lâu đời và khơi dậy niềm tự hào của người dân địa phương.
Ngày 16 tháng 6 năm 2025, quận Hoàng Mai bị giải thể do bỏ cấp huyện; phường Hoàng Mai được thành lập theo Nghị quyết số 1656/NQ-UBTVQH15 của Ủy ban Thường vụ Quốc hội Việt Nam. Theo đó, sắp xếp một phần diện tích tự nhiên, quy mô dân số của các phường Giáp Bát, Hoàng Liệt, Hoàng Văn Thụ, Lĩnh Nam, Tân Mai, Thịnh Liệt, Tương Mai, Trần Phú, Vĩnh Hưng và Yên Sở thuộc quận Hoàng Mai cũ để thành lập phường Hoàng Mai.

## Địa lý
Phường Hoàng Mai nằm ở cửa ngõ phía nam khu vực nội thành Hà Nội, có vị trí địa lý:
- Phía Đông tiếp giáp phường Lĩnh Nam (ranh giới đi theo đường vành đai 3)
- Phía Tây tiếp giáp phường Định Công, Hoàng Liệt (ranh giới đi theo đường Giải Phóng)
- Phía Nam tiếp giáp phường Yên Sở (ranh giới đi theo đường Vành Đai 3)
- Phía Bắc tiếp giáp các phường Tương Mai, Vĩnh Hưng (ranh giới đi theo đường Tân Mai, đường vành đai 2,5, đường Lĩnh Nam).[8]

Phường Hoàng Mai có diện tích tự nhiên 9,04 km2, quy mô dân số 98.502 người. Trên địa bàn phường có sông Sét, sông Kim Ngưu, hồ Yên Sở và hồ Đồng Khuyến.

## Hành chính
- Trụ sở Đảng ủy - UBND phường: Số 8, ngõ 6 phố Bùi Huy Bích, phường Hoàng Mai (Địa chỉ cũ: Số 8, ngõ 6 phố Bùi Huy Bích, phường Thịnh Liệt, quận Hoàng Mai),[9][10] trước là trụ sở quận Hoàng Mai.[11]

Phường gồm 87 tổ dân phố và 3 tổ dân phố được chia tách.

## Kinh tế
Ngành kinh tế chủ đạo của phường là thương mại—dịch vụ, phát triển mạnh trên các tuyến phố chính như Kim Đồng, Tam Trinh, Giải Phóng với các loại hình như bán lẻ, logistics, nhà hàng, quán ăn. Trên địa bàn có các cơ sở sản xuất, kho bãi, gara, xưởng cơ khí nhỏ, phân bố rải rác trong khu dân cư hoặc trên các tuyến đường lớn. Một số khu đất từng có chức năng công nghiệp đang được chuyển đổi để xây dựng chung cư, trung tâm thương mại, hạ tầng xã hội, như ở khu vực Đồng Tàu, gần bến xe Giáp Bát. Tại khu vực này, nông nghiệp không còn vai trò đáng kể, nhiều diện tích đất nông nghiệp đã được chuyển đổi sang đất ở, đất thương mại hoặc đất công trình công cộng.

## Xã hội

### Giáo dục
Phường có 18 trường học các cấp, trong đó có Trường TH & THCS Thịnh Liệt, Trường TH & THCS Hoàng Mai, Trường THPT Trương Định, Trường THPT Trần Quang Khải, Trường quốc tế Singapore - Gamuda Gardens. Cơ sở giáo dục đại học có Trường Đại học Kinh tế - Kỹ thuật Công nghiệp và Trường Đại học Công nghệ và Quản lý Hữu Nghị.

### Y tế
Trên địa bàn phường Hoàng Mai có Bệnh viện Đại học Y Hà Nội - cơ sở Hoàng Mai cũng như Bệnh viện Nam học và Hiếm muộn Hà Nội, bên cạnh các trung tâm y tế, bệnh viện và 98 cơ sở hành nghề y dược tư nhân.

## Văn hóa
Phường Hoàng Mai được hình thành từ các phần diện tích và dân cư của nhiều phường khác nhau. Theo Đài Phát thanh – Truyền hình Hà Nội, khu vực Yên Sở, Lĩnh Nam gắn liền với văn hóa làng xã vùng ven sông Hồng; Tân Mai, Tương Mai, Yên Sở, Lĩnh Nam là khu vực làng ven đô, có sự giao thoa giữa văn hóa làng trong đô thị và thời kỳ bao cấp, khu vực Thịnh Liệt, Trần Phú, Hoàng Liệt gắn với thời kỳ Đổi Mới của thành phố với nhiều khu tập thể, khu tái định cư và chung cư cao tầng.
Phường có 25 công trình, cụm công trình tôn giáo. Các di tích văn hóa - lịch sử được công nhận Di tích lịch sử cấp Quốc gia bao gồm đình Hoàng Mai, chùa Nga My và đền Lư Giang (1994); đình Giáp Nhất thờ Hắc Y Đại Vương, đình Giáp Nhị thờ Thái Thượng Lão Quân được chính quyền cấp bằng Di tích lịch sử kiến trúc nghệ thuật năm 2002, đình Giáp Tứ thờ Tam Lang Đại Vương (2006), chùa Tâm Pháp và miếu Hàng Xã.
Hàng năm, người dân tổ chức các lễ hội truyền thống như lễ hội đình Hoàng Mai (ngày 24 tháng 4 âm lịch) và lễ hội đền Lư Giang (19 tháng 8 âm lịch), lễ hội Thịnh Liệt (trung tuần tháng 2 âm lịch), lễ hội bơi trải trong đó có bao gồm lễ rước cỗ, mã, nước và các trò chơi dân gian như cờ tướng, chọi gà, bắt vịt, kéo co.